# Guntersblum
Guntersblum – miejscowość i gmina w Niemczech, w kraju związkowym Nadrenia-Palatynat, w powiecie Mainz-Bingen, wchodzi w skład gminy związkowej Rhein-Selz. Do 30 czerwca 2014 siedziba gminy związkowej Guntersblum.

## Współpraca
Miejscowość partnerska:
- Muldenstein, Saksonia-Anhalt